# Куп Мађарске у фудбалу 2025/26.
 Куп Мађарске у фудбалу 2025/26. (мађ. 2025–2026-ös magyar labdarúgókupa) биће 86. сезона годишњег мађарског фудбалског купа. МОЛ је био спонзор турнира, па је спонзорски назив МОЛ Мађар Купа. Победник се квалификовао за прво квалификационо коло УЕФА Лиге Европе 2026–27.